# معادلة تفاضلية خطية من رتبة ثانية
المعادلة التفاضلية الخطية من الرتبة الثانية معادلة تفاضلية تقرن الدالة بمشتقتيها الأولى والثانية. (a b c d دوال عددية، صيغة المعادلة التفاضلية ay" + by' + cy = d)
تكون المعادلة التفاضلية متجانسة عندما ينعدم مجموع حواصل ضرب الدالة ومشتقتيها في الدوال العددية. (d = 0)